# Freya dyali
Freya dyali är en spindelart som beskrevs av Roewer 1951. Freya dyali ingår i släktet Freya och familjen hoppspindlar. Inga underarter finns listade i Catalogue of Life.